# Сфагнум магелланский
Сфагнум магелланский (лат. Sphagnum magellanicum) — вид рода Сфагнум семейства Сфагновые.

## Описание
Растение высотой 5—30 см. Стебель густооблиственный. Стеблевые листья сидячие, языковидные. Спорогон состоит из тёмно-бурой коробочки. Спороносит в июле-августе. Является торфообразователем.
Произрастает на болотах, торфяных карьерах, в тундре.

## Ареал
Встречается на всех континентах, кроме Антарктиды. В России распространён повсеместно.

## Применение в медицине
Обладает бактерицидным действием. Применяется в лечении гнойных ран.